# 2004 PV117
2004 PV117 est un objet transneptunien faisant partie des cubewanos, un satellite d'environ 67 km de diamètre été découvert en 2009. 

## Caractéristiques
2004 PV117 mesure environ 120 km de diamètre.